# Coutures (Maine-et-Loire)
Coutures  is een plaats en voormalige gemeente in het Franse departement Maine-et-Loire in de regio Pays de la Loire en telt 636 inwoners (1999).

## Geschiedenis
Toen op 22 maart 2015 het kanton Gennes werd opgeheven werd de gemeente opgenomen in het kanton Doué-la-Fontaine. Op 15 december 2016 werd de gemeente opgeheven en opgenomen in de op die dag gevormde commune nouvelle Brissac Loire Aubance. Deze gemeente is onderdeel van het kanton Les Ponts-de-Cé en het arrondissement Angers waardoor Coutures werderom van kanton veranderde en van het arrondissement Saumur werd overgeheveld.

## Geografie
De oppervlakte van Coutures bedraagt 9,3 km², de bevolkingsdichtheid is 55,8 inwoners per km².
De onderstaande kaart toont de ligging van Coutures (Maine-et-Loire) met de belangrijkste infrastructuur en aangrenzende gemeenten.

## Demografie
Onderstaande figuur toont het verloop van het inwonertal.